# Stazione di Seoul-forest
La stazione di Seoul-forest (서울숲역, Seoul-sum-nyeok ) è una stazione ferroviaria situata nel quartiere di Seongdong-gu della città di Seul, in Corea del Sud, servita dalla linea Bundang, ferrovia suburbana della Korail.

## Linee
Korail
■ Linea Bundang (Codice: K211)

## Struttura
La stazione di Seoul-forest è realizzata in sotterraneo. Dispone di due banchine laterali con due binari passanti protetti da porte di banchina, e sono inoltre presenti ascensori e scale mobili.
| 1 | ■ Linea Bundang | per Seolleung, Suseo, Jeongja, Jukjeon, Giheung e Suwon |
| 2 | ■ Linea Bundang | per Wangsimni                                           |

## Stazioni adiacenti
| «             | Servizio        | »               |
| Linea Bundang | Linea Bundang   | Linea Bundang   |
| ------------- | --------------- | --------------- |
| Wangsimni     | Locale Espresso | Apgujeong Rodeo |